# Palpa (provincie)
Palpa is de kleinste van de vijf provincies in de regio Ica in Peru. De provincie heeft een oppervlakte van 1.233 km² en heeft 12.279 inwoners (2015). De hoofdplaats van de provincie is het district Palpa.
De provincie grenst in het noorden aan de regio Huancavelica, in het oosten aan de regio Ayacucho, in het zuiden aan de provincie Nazca en in het westen aan de provincie Ica.
In deze provincia bevindt zich een gedeelte van het werelderfgoed Lijnen en Geogliefen van Nasca en Palpa.

## Bestuurlijke indeling
De provincie Palpa is onderverdeeld in vijf districten, UBIGEO tussen haakjes:
- (110402) Llipata
- (110401) Palpa, hoofdplaats van de provincie
- (110403) Río Grande
- (110404) Santa Cruz
- (110405) Tibillo

Chincha · Ica · Nazca · Palpa · Pisco